# رینا کاوایی
رینا کاوایی (انگلیسی: Rina Kawaei؛ زادهٔ ۱۲ فوریهٔ ۱۹۹۵) بازیگر و خواننده ژاپنی و عضو پیشین گروه موسیقی ای‌کی‌بی ۴۸ است. وی از سال ۲۰۰۱ میلادی تاکنون مشغول فعالیت بوده‌است.